# John McSweeney

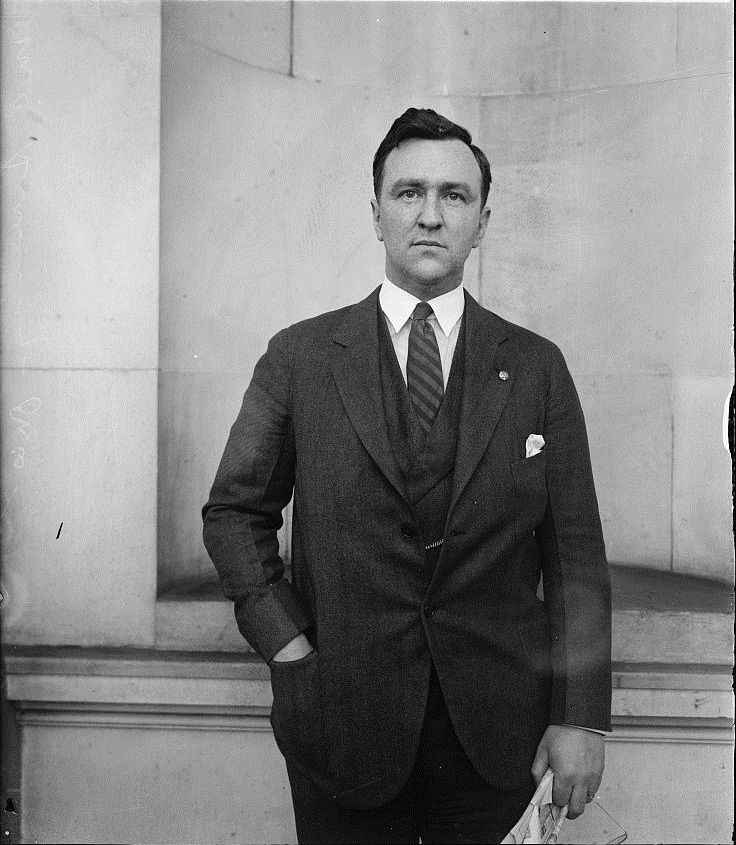
John McSweeney

John McSweeney (* 19. Dezember 1890 in Wooster, Ohio; † 13. Dezember 1969 ebenda) war ein US-amerikanischer Politiker der Demokratischen Partei. Von 1923 bis 1929, von 1937 bis 1939 und von 1949 bis 1951 war er Mitglied des Repräsentantenhauses der Vereinigten Staaten für den 16. und 23. Kongressdistrikt des Bundesstaates Ohio.

## Biografie
John McSweeney wurde 1890 in Wooster geboren. Dort besuchte er die öffentlichen Schulen. 1912 schloss er am College of Wooster ab. 1912 und 1913 war er bei der Pennsylvania Railroad Co. beschäftigt. An der Wooster High School unterrichtete er von 1913 bis 1917. Während des Ersten Weltkrieges diente er in der US Navy, zuletzt im Range eines Captain. Er war zudem Aide-de-camp des Generals Charles S. Farnsworth. Für seinen Kriegseinsatz wurde er mit dem Purple Heart und dem Croix de guerre ausgezeichnet. Am Inns of Court studierte er Jura. 1919 kehrte er in die Vereinigten Staaten zurück, dort nahm er seine Tätigkeit als Lehrer wieder auf. Von 1919 bis 1921 war er Mitglied des Stadtrates von Wooster und stand dem als Präsident vor. 1925 wurde er als Rechtsanwalt zugelassen und eröffnete eine Kanzlei in Wooster.
Als Vertreter der Demokratischen Partei wurde er von den Bürgern des 16. Kongressdistrikts 1922 erstmals ins US-Repräsentantenhaus gewählt. 1924 und 1926 wurde er wieder gewählt. Nach seinem Ausscheiden aus dem Kongress kehrte er nach Wooster zurück und nahm seine Tätigkeit als Anwalt wieder auf. Von 1937 bis 1939 saß er erneut für den 16. Kongressdistrikt im Repräsentantenhaus. 1940 war er erfolgloser Kandidat für einen Sitz im Senat. Auch eine Kandidatur als Gouverneur von Ohio war 1942 nicht erfolgreich. Während des Zweiten Weltkrieges diente er als Lieutenant Colonel in Italien und kehrte 1946 nach Ohio zurück. Dort nahm er wiederum seine Tätigkeit als Anwalt auf. 1948 wurde er nochmals ins US-Repräsentantenhaus gewählt, diesmal als Vertreter des 23. Distrikts von Ohio. Diesen Distrikt vertrat er bis 1951. Erneute Kandidaturen scheiterten 1950, 1952 und 1956. Er setzte sich in seiner Geburtsstadt zur Ruhe und starb dort 1969. Er wurde auf dem Wooster Cemetery beigesetzt.